# Джовестан
Джовестан (перс. جوستان‎) — село на севере Ирана, в остане Альборз. Входит в состав шахрестана Талекан. Является частью дехестана (сельского округа) Бала-Талекан бахша Меркези.

## География
Село находится в северо-западной части Альборза, в горной местности южного Эльбурса, в правобережной части долины реки Шахруд, на расстоянии приблизительно 34 километров к северу от Кереджа, административного центра провинции. Абсолютная высота — 2044 метра над уровнем моря.

## Население
По данным переписи 2006 года население села составляло 421 человек (194 мужчины и 227 женщин). В Джовестане насчитывалось 125 семей. Уровень грамотности населения составлял 74,82 %. Уровень грамотности среди мужчин составлял 79,9 %, среди женщин — 70,48 %.